# نانسي هاندابيل
نانسي هاندابيل (بالإنجليزية: Nancy Handabile)‏ هي مُمثلة وصحفية ومُخرجة زامبية.
مثلت هاندابيل شخصية بروغريس في فيلم «ألعاب الحب» (بالإنجليزية: Love Games)‏، وقد رُشحت عن هذا الدور لجائزة أفضل ممثلة مساعدة في دورة سنة 2014 من حفل توزيع جوائز أفريقيا ماجيك للمشاهدين. أخرجت أيضا برنامجا تلفزيونيا يحمل عُنوان «تيزيبيكا» (بالإنجليزية: Tizibika)‏. هذا الأخير هُو برنامج تلفزيوني واقعي ساخر يتحدث عن امرأتين تُحاولان استخدام وسائل التواصل الاجتماعي لتحقيق الشهرة. شاركت أيضًا في إخراج وتأليف برنامج «ماساوسو» (بالإنجليزية: Masauso)‏. في عام 2019، مثلت في الفيلم الزيمبابوي «لورد أوف كاش» (بالإنجليزية: Lord of Kush)‏.
في ديسمبر 2018، أتت نانسي هاندابيل ضمن قائمة من أفضل ثمان مُخرجات في مجموعة التنمية لأفريقيا الجنوبية. في مايو 2019، حصلت على جائزة امرأة السنة من بنك ستانبيك.

## روابط خارجية
نانسي هاندابيل على موقع IMDb (الإنجليزية)